# Crepacuore (album)
Crepacuore è un album collaborativo tra i due cantanti italiani Lorenzo Fragola e Mameli, pubblicato il 12 maggio 2023 dalle etichette Columbia Records e Sony Music.

## Descrizione
L'album segna il ritorno sulle scene dopo 5 anni di Lorenzo Fragola, dopo che quest'ultimo ha affrontato un periodo di depressione. L'album segna anche un continuo artistico tra i due che avevano già collaborato nel singolo Borotalco contenuto nell'album di Mameli Amarcord.

## Tracce
Testi e musiche di Lorenzo Fragola e Mario Castiglione, eccetto dove indicato.
1. Crepacuore – 3:13
2. Spettro – 3:01 (testo: Lorenzo Fragola, Mario Castiglione, Daniele De Giorgi, Filippo Maria Migliore, Samuele Barracco)
3. Non posso fare a meno di te – 2:49 (testo: Lorenzo Fragola, Mario Castiglione, Federica Abbate, Jacopo Ettorre – musica: Zef, Starchild)
4. Happy – 2:39 (testo: Lorenzo Fragola, Mario Castiglione, Daniele De Giorgi, Filippo Maria Migliore)
5. Nostalgia 2000 – 3:08 (testo: Lorenzo Fragola, Mario Castiglione, Francesco Lima)
6. 3MSC – 3:01 (testo: Lorenzo Fragola, Mario Castiglione, Fabio Pizzoli – musica: Room9)
7. Testa x aria – 3:01 (testo: Lorenzo Fragola, Mario Castiglione, Antonio Costa, Davide Napoli)
8. Attraverso – 2:41 (testo: Lorenzo Fragola, Mario Castiglione, Ginevra Lubrano, Marcello Grilli, Riccardo Schiara, Francesco Fugazza – musica: Muut)
9. Luna fortuna – 3:04 (testo: Lorenzo Fragola, Mario Castiglione, Anna Romano, Carlo Ciao, Camilla Magli, Riccardo Schiara, Fabio Clemente – musica: Takagi & Ketra)
10. Amici – 2:54 (testo: Lorenzo Fragola, Mario Castiglione, Martino Consigli)